# Сабо, Лайош
Лайош Сабо (венг. Szabó Lajos, род. 23 апреля 1956, Береттьоуйфалу, Хайду-Бихар) — венгерский борец вольного стиля, призёр чемпионатов Европы.

## Биография
Родился в 1956 году в Береттьоуйфалу. В 1978 году занял 7-е место на чемпионате Европы. В 1979 году занял 5-е место на чемпионате мира. В 1980 году занял 4-е место на чемпионате Европы, а кроме того принял участие в Олимпийских играх в Москве, где тоже занял 4-е место. В 1981 году стал серебряным призёром чемпионата Европы. В 1982 году стал серебряным призёром чемпионата Европы и занял 10-е место на чемпионате мира. В 1983 году занял 5-е место на чемпионате Европы. В 1984 году занял 4-е место на чемпионате Европы. В 1987 году занял 15-е место на чемпионате мира.